# Inmatriculaciones en España
La inmatriculación es el proceso a través del cual se produce «el ingreso o acceso de una finca en la vida registral de los Libros del Registro, efectuado por una inscripción de dominio de la misma a favor del inmatriculante».
En este proceso se han realizado inmatriculaciones al amparo de sucesivas leyes, modificaciones y/o adaptaciones de las mismas, hasta la aprobación de la Ley 13/2015, de 24 de junio, de Reforma Hipotecaria que pone fin a la posibilidad de que la Iglesia Católica en España, inmatricule bienes con certificación diocesana.

## Inmatriculaciones de Iglesia Católica en España
Durante el periodo comprendido entre 1998 y 2015 la Iglesia Católica en España ha inmatriculado diferentes inmuebles, suponiendo una masiva inscripción en el Registro de la Propiedad, resultando
- 34 961 fincas inmatriculadas a favor de la Iglesia Católica entre el 1 de enero de 1998 y la entrada en vigor de la ley de 2015, notas simples informativas que corresponden
- 20 014 a templos de la iglesia o dependencias complementarias
- 14 947 son otro tipo de fincas: terrenos, solares, viviendas o locales

De ellas
- 30 335 inmatriculaciones responden a una certificación eclesiástica
- 4 626 se han inscrito bajo un título distinto.[4]

En la publicación sobre inmatriculaciones, en sus partes I y II, se incluyen una serie de tablas, con distinto contenido, más o menos explícito, variando de una fuente, Obispado o Diócesis, u otro, pero no se dispone de identificación geográfica, catastral o registral.
En páginas 25 a 29 de parte I de dicha publicación se encuentran una serie de cuadros o tablas resumen de las inmatriculaciones en España.

## Resumen por CC AA
| COMUNIDAD AUTÓNOMA                                                                  | NOTAS SIMPLES | Templo y dependencias complementarias | Otros destinos* | Tipo certificación eclesiástica | Título distinto de certificación eclesiástica |
| ----------------------------------------------------------------------------------- | ------------- | ------------------------------------- | --------------- | ------------------------------- | --------------------------------------------- |
| Andalucía Occidental                                                                | 971           | 723                                   | 248             | 921                             | 50                                            |
| Andalucía Oriental                                                                  | 1140          | 831                                   | 309             | 838                             | 302                                           |
| Aragón                                                                              | 2054          | 1343                                  | 711             | 1974                            | 80                                            |
| Asturias                                                                            | 549           | 379                                   | 170             | 517                             | 32                                            |
| Baleares                                                                            | 219           | 171                                   | 48              | 169                             | 50                                            |
| Canarias - Las Palmas                                                               | 276           | 167                                   | 109             | 199                             | 77                                            |
| Canarias - Tenerife                                                                 | 256           | 191                                   | 65              | 208                             | 48                                            |
| Cantabria                                                                           | 2058          | 1161                                  | 897             | 1945                            | 113                                           |
| Castilla-La Mancha                                                                  | 1756          | 1031                                  | 725             | 1368                            | 388                                           |
| Castilla y León                                                                     | 10 243        | 6147                                  | 4096            | 8706                            | 1537                                          |
| Cataluña                                                                            | 4192          | 2134                                  | 2058            | 3650                            | 542                                           |
| Extremadura                                                                         | 982           | 668                                   | 314             | 893                             | 89                                            |
| Galicia                                                                             | 7131          | 2747                                  | 4384            | 6210                            | 921                                           |
| La Rioja                                                                            | 266           | 130                                   | 136             | 250                             | 16                                            |
| Madrid                                                                              | 364           | 179                                   | 185             | 235                             | 129                                           |
| Murcia                                                                              | 470           | 373                                   | 97              | 427                             | 43                                            |
| Navarra                                                                             | 1034          | 887                                   | 147             | 994                             | 40                                            |
| País Vasco                                                                          | 88            | 26                                    | 62              | 42                              | 46                                            |
| Valencia                                                                            | 912           | 726                                   | 186             | 789                             | 123                                           |
| TOTAL                                                                               | 34 961        | 20 014                                | 14 947          | 30 335                          | 4626                                          |
| * Otros destinos: Fincas rústicas, viviendas, solares, plazas de aparcamiento, etc. |               |                                       |                 |                                 |                                               |

### Andalucía Occidental
| ANADLUCÍA OCCIDENTAL | REGISTROS INTRODUCIDOS | NOTAS SIMPLES | Título de certificación eclesiástica | Título distinto de certificación eclesiástica | Otros |
| -------------------- | ---------------------- | ------------- | ------------------------------------ | --------------------------------------------- | ----- |
| CÁDIZ                |                        | 51            | 49                                   | 2                                             | 0     |
| CEUTA                |                        | 0             | 0                                    | 0                                             | 0     |
| CÓRDOBA              |                        | 399           | 392                                  | 7                                             | 0     |
| HUELVA               |                        | 226           | 218                                  | 8                                             | 0     |
| SEVILLA              |                        | 295           | 262                                  | 33                                            | 0     |
| TOTAL                |                        | 971           | 921                                  | 50                                            | 0     |

### Andalucía Oriental
| ANADLUCÍA ORIENTAL | REGISTROS INTRODUCIDOS | NOTAS SIMPLES | Título de certificación eclesiástica | Título distinto de certificación eclesiástica | Otros |
| ------------------ | ---------------------- | ------------- | ------------------------------------ | --------------------------------------------- | ----- |
| ALMERÍA            |                        | 349           | 301                                  | 48                                            | 0     |
| GRANADA            |                        | 244           | 167                                  | 77                                            | 0     |
| JAÉN               |                        | 283           | 191                                  | 92                                            | 0     |
| MÁLAGA             |                        | 263           | 178                                  | 85                                            | 0     |
| MELILLA            |                        | 1             | 1                                    | 33                                            | 0     |
| TOTAL              |                        | 1140          | 838                                  | 302                                           | 0     |

### Aragón
| ARAGÓN   | REGISTROS INTRODUCIDOS | NOTAS SIMPLES | Título de certificación eclesiástica | Título distinto de certificación eclesiástica | Otros |
| -------- | ---------------------- | ------------- | ------------------------------------ | --------------------------------------------- | ----- |
| HUESCA   |                        | 1243          | 1229                                 | 14                                            | 0     |
| TERUEL   |                        | 494           | 451                                  | 43                                            | 0     |
| ZARAGOZA |                        | 317           | 294                                  | 23                                            | 0     |
| TOTAL    |                        | 2054          | 1974                                 | 80                                            | 0     |

### Asturias
| ASTURIAS | REGISTROS INTRODUCIDOS | NOTAS SIMPLES | Título de certificación eclesiástica | Título distinto de certificación eclesiástica | Otros |
| -------- | ---------------------- | ------------- | ------------------------------------ | --------------------------------------------- | ----- |
| ASTURIAS |                        | 549           | 517                                  | 32                                            | 0     |
| TOTAL    |                        | 549           | 517                                  | 32                                            | 0     |

### Baleares
| BALEARES | REGISTROS INTRODUCIDOS | NOTAS SIMPLES | Título de certificación eclesiástica | Título distinto de certificación eclesiástica | Otros |
| -------- | ---------------------- | ------------- | ------------------------------------ | --------------------------------------------- | ----- |
| BALEARES |                        | 219           | 169                                  | 50                                            | 0     |
| TOTAL    |                        | 219           | 169                                  | 50                                            | 0     |

### Canarias-Las Palmas
| CANARIAS-LAS PALMAS | REGISTROS INTRODUCIDOS | NOTAS SIMPLES | Título de certificación eclesiástica | Título distinto de certificación eclesiástica | Otros |
| ------------------- | ---------------------- | ------------- | ------------------------------------ | --------------------------------------------- | ----- |
| CANARIAS-LAS PALMAS |                        | 276           | 199                                  | 77                                            | 0     |
| TOTAL               |                        | 276           | 199                                  | 77                                            | 0     |

### Canarias-Tenerife
| CANARIAS- TENERIFE | REGISTROS INTRODUCIDOS | NOTAS SIMPLES | Título de certificación eclesiástica | Título distinto de certificación eclesiástica | Otros |
| ------------------ | ---------------------- | ------------- | ------------------------------------ | --------------------------------------------- | ----- |
| CANARIAS-TENERIFE  |                        | 256           | 208                                  | 48                                            | 0     |
| TOTAL              |                        | 256           | 208                                  | 48                                            | 0     |

### Cantabria
| CANTABRIA | REGISTROS INTRODUCIDOS | NOTAS SIMPLES | Título de certificación eclesiástica | Título distinto de certificación eclesiástica | Otros |
| --------- | ---------------------- | ------------- | ------------------------------------ | --------------------------------------------- | ----- |
| CANTABRIA |                        | 2058          | 1945                                 | 113                                           | 0     |
| TOTAL     |                        | 2058          | 1945                                 | 113                                           | 0     |

### Castilla-La Mancha
| CASTILLA-LA MANCHA | REGISTROS INTRODUCIDOS | NOTAS SIMPLES | Título de certificación eclesiástica | Título distinto de certificación eclesiástica | Otros |
| ------------------ | ---------------------- | ------------- | ------------------------------------ | --------------------------------------------- | ----- |
| ALBACETE           |                        | 214           | 180                                  | 34                                            | 0     |
| CIUDAD REAL        |                        | 25            | 16                                   | 9                                             | 0     |
| CUENCA             |                        | 669           | 501                                  | 168                                           | 0     |
| GUADALAJARA        |                        | 614           | 447                                  | 167                                           | 0     |
| TOLEDO             |                        | 234           | 224                                  | 10                                            | 0     |
| TOTAL              |                        | 1756          | 1368                                 | 388                                           | 0     |

### Castilla y León
| CASTILLA Y LEÓN | REGISTROS INTRODUCIDOS | NOTAS SIMPLES | Título de certificación eclesiástica | Título distinto de certificación eclesiástica | Otros |
| --------------- | ---------------------- | ------------- | ------------------------------------ | --------------------------------------------- | ----- |
| ÁVILA           |                        | 696           | 495                                  | 201                                           | 0     |
| BURGOS          |                        | 1944          | 1858                                 | 87                                            | -1    |
| LEÓN            |                        | 2012          | 1935                                 | 77                                            | 0     |
| PALENCIA        |                        | 946           | 830                                  | 116                                           | 0     |
| SALAMANCA       |                        | 946           | 920                                  | 25                                            | 1     |
| SEGOVIA         |                        | 407           | 384                                  | 23                                            | 0     |
| SORIA           |                        | 1564          | 705                                  | 859                                           | 0     |
| VALLADOLID      |                        | 115           | 110                                  | 5                                             | 0     |
| ZAMORA          |                        | 1613          | 1469                                 | 144                                           | 0     |
| TOTAL           |                        | 10 243        | 8706                                 | 1537                                          | 0     |

### Cataluña
| CATALUÑA  | REGISTROS INTRODUCIDOS | NOTAS SIMPLES | Título de certificación eclesiástica | Título distinto de certificación eclesiástica | Otros |
| --------- | ---------------------- | ------------- | ------------------------------------ | --------------------------------------------- | ----- |
| BARCELONA |                        | 1023          | 720                                  | 303                                           | 0     |
| GERONA    |                        | 577           | 495                                  | 83                                            | -1    |
| LÉRIDA    |                        | 2157          | 0                                    | 77                                            | 2080  |
| TARRAGONA |                        | 435           | 357                                  | 79                                            | -1    |
| TOTAL     |                        | 4192          | 1572                                 | 542                                           | 2078  |

### Extremadura
| EXTREMADURA | REGISTROS INTRODUCIDOS | NOTAS SIMPLES | Título de certificación eclesiástica | Título distinto de certificación eclesiástica | Otros |
| ----------- | ---------------------- | ------------- | ------------------------------------ | --------------------------------------------- | ----- |
| BADAJOZ     |                        | 417           | 407                                  | 10                                            | 0     |
| CÁCERES     |                        | 565           | 486                                  | 79                                            | 0     |
| TOTAL       |                        | 982           | 893                                  | 89                                            | 0     |

### Galicia
| GALICIA    | REGISTROS INTRODUCIDOS | NOTAS SIMPLES | Título de certificación eclesiástica | Título distinto de certificación eclesiástica | Otros |
| ---------- | ---------------------- | ------------- | ------------------------------------ | --------------------------------------------- | ----- |
| A CORUÑA   |                        | 2669          | 2247                                 | 422                                           | 0     |
| LUGO       |                        | 1026          | 1018                                 | 44                                            | 0     |
| OURENSE    |                        | 2017          | 1748                                 | 269                                           | 0     |
| PONTEVEDRA |                        | 1383          | 1197                                 | 186                                           | 0     |
| TOTAL      |                        | 7131          | 6210                                 | 921                                           | 0     |

### La Rioja
| LA RIOJA | REGISTROS INTRODUCIDOS | NOTAS SIMPLES | Título de certificación eclesiástica | Título distinto de certificación eclesiástica | Otros |
| -------- | ---------------------- | ------------- | ------------------------------------ | --------------------------------------------- | ----- |
| LA RIOJA |                        | 266           | 250                                  | 16                                            | 0     |
| TOTAL    |                        | 266           | 250                                  | 16                                            | 0     |

### Madrid
| MADRID | REGISTROS INTRODUCIDOS | NOTAS SIMPLES | Título de certificación eclesiástica | Título distinto de certificación eclesiástica | Otros |
| ------ | ---------------------- | ------------- | ------------------------------------ | --------------------------------------------- | ----- |
| MADRID |                        | 364           | 235                                  | 129                                           | 0     |
| TOTAL  |                        | 364           | 235                                  | 129                                           | 0     |

### Murcia
| MURCIA | REGISTROS INTRODUCIDOS | NOTAS SIMPLES | Título de certificación eclesiástica | Título distinto de certificación eclesiástica | Otros |
| ------ | ---------------------- | ------------- | ------------------------------------ | --------------------------------------------- | ----- |
| MURCIA |                        | 470           | 427                                  | 43                                            | 0     |
| TOTAL  |                        | 470           | 427                                  | 43                                            | 0     |

### Navarra
| NAVARRA | REGISTROS INTRODUCIDOS | NOTAS SIMPLES | Título de certificación eclesiástica | Título distinto de certificación eclesiástica | Otros |
| ------- | ---------------------- | ------------- | ------------------------------------ | --------------------------------------------- | ----- |
| NAVARRA |                        | 1034          | 994                                  | 40                                            | 0     |
| TOTAL   |                        | 1034          | 994                                  | 40                                            | 0     |

### País Vasco
| PAÍS VASCO | REGISTROS INTRODUCIDOS | NOTAS SIMPLES | Título de certificación eclesiástica | Título distinto de certificación eclesiástica | Otros |
| ---------- | ---------------------- | ------------- | ------------------------------------ | --------------------------------------------- | ----- |
| ALAVA      |                        | 48            | 7                                    | 41                                            | 0     |
| GUIPÚZCOA  |                        | 9             | 7                                    | 2                                             | 0     |
| VIZCAYA    |                        | 31            | 28                                   | 3                                             | 0     |
| TOTAL      |                        | 88            | 42                                   | 46                                            | 0     |

### Valencia
| VALENCIA  | REGISTROS INTRODUCIDOS | NOTAS SIMPLES | Título de certificación eclesiástica | Título distinto de certificación eclesiástica | Otros |
| --------- | ---------------------- | ------------- | ------------------------------------ | --------------------------------------------- | ----- |
| ALICANTE  |                        | 178           | 155                                  | 23                                            | 0     |
| CASTELLÓN |                        | 212           | 172                                  | 40                                            | 0     |
| VALENCIA  |                        | 522           | 462                                  | 60                                            | 0     |
| TOTAL     |                        | 912           | 789                                  | 123                                           | 0     |

### Total general
|               | REGISTROS INTRODUCIDOS | NOTAS SIMPLES | Título de certificación eclesiástica | Título distinto de certificación eclesiástica | Otros |
| ------------- | ---------------------- | ------------- | ------------------------------------ | --------------------------------------------- | ----- |
| TOTAL GENERAL |                        | 34 961        | 28 257                               | 4626                                          | 2078  |

- Total general de tablas de provincias por comunidades autónomas, que divide «Título certificación eclesiástica», en Total de Resumen por CC AA, entre «Título de certificación eclesiásticano» y «Otros» en este resumen.